# Каръягды, Джалал Магеррам оглы
Джалал Магеррам оглы Каръягды (азерб. Cəlal Məhərrəm oğlu Qaryağdı; 2 июня 1914, Шуша, Елизаветпольская губерния — 1 января 2001, Баку) — азербайджанский скульптор — монументалист, народный художник Азербайджанской ССР (1960). Один из первых, наряду с Фуадом Абдурахмановым, азербайджанских скульпторов-монументалистов.

## Творчество
Джалал Каръягды родился 2 июня 1914 году в Шуше. Увлечения рисунком и лепкой появилось ещё со школьной скамьи. После окончания средней школы, был направлен в Баку, в Азербайджанское Художественное училище. Преподавание в школах осуществлялось силами русских художников-реалистов: Герасимовым, Придаток, Косичкиным. Последний сыграл большую роль в развитии у Каръягды любви к натуре и рисунку. Учась в училище, посещал мастерские Елизаветы Трипольской, Пинхоса Сабсая. Окончив Художественное училище в Баку, в 1934 поступает в Тбилисскую Академию Художеств в класс талантливого скульптора и педагога профессора Якова Николадзе (1876—1951). Педагогическая система Николадзе была основана на тщательном и внимательном изучении натуры. Именно он и воспитал в Каръягды умение видеть натуру, передавая её четкие пластические формы. Результаты системы Николазде сказались на ранних работах Каръягды, ещё во время учёбы в 1937 им был исполнен барельеф Александра Сергеевича Пушкина к юбилею великого поэта. При возвращении в Баку начинается самостоятельная творческая деятельность Джалала Каръягды. Среди его работ того периода — портретный барельеф Шота Руставели и скульптурная фигура молодого Сталина. Одной из первых монументальных работ скульптора является 2-метровая скульптура «Колхозника», которая вместе с монументалной статуей «Колхозницы» Елизаветы Трипольской, и барельефами Пинхоса Сабсая предназначены были для оформления дюкера Гагаджух-чаб — трассы Самур-Дивичинского канала.
Статуи «Колхозника», «Вагифа», эскиз к барельефу «Фархад, рассекающий Бисутунские скалы», проекты памятника Низами Гянджеви, портреты Сталина, Джапаридзе и Фиолетова — все эти работы относятся к предвоенному времени. Много лет Каръягды занимался преподавательской деятельностью в Азербайджанском художественном училище имени Азим Азимзаде. За свою творческую деятельность в 1954 году ему было присвоено почётное звание заслуженного деятеля искусств Азербайджанской ССР. Портреты народного артиста СССР Бюль-Бюля, народного артиста СССР Рашида Бейбутова, заслуженного деятеля искусств Дж. Дангирова, поэтессы XIX века Натаван, народного поэта Сабира, композитора Ниязи. В ряду лучших портретных образов в творчестве скульптора является скульптурный портрет Кара Караева (1965). Отдельное место в творчестве Каръягды занимают композиционные портреты — «Молодая певица», «Кеманчист», «Тарист» и другие. В 1950 году Министерство культуры Азербайджана объявило конкурс на лучший проект памятника В. И. Ленину для установки его в комплексе здания Дома правительства. Джалал Каръягды выиграл этот конкурс. Четыре года длилась работа над образом вождя. Скульптор всесторонне изучил творчество Н.Андреева, С.Меркурова, М.Манизера, создавших лучшие работы в советской Лениниане. В 1955 году одиннадцатиметровая бронзовая скульптура была установлена. В середине 50-х годов Каръягды приступил к работе над памятником азербайджанскому поэту-сатирику XIX века Сабиру, который был установлен в Баку в сквере, носящем имя поэта, в 1958 году, заменив предыдущий памятник поэту 1922 года скульптора Кейлихиса. Бронзовая скульптура хорошо увязана с постаментом (архитекторы Э.Исмаилов, Г.Ализаде). Участникам революции и Великой Отечественной войны посвящены наиболее значительные работы скульптора 1970-х годов. Лучшие из них: памятник Нариману Нариманову, установленный в Баку (1972), мемориал павшим солдатам в городе Барда (1979), памятник генералу Ази Асланову, воздвигнутый на родине дважды Героя Советского Союза в Ленкорани в 1984 году. Джалал Каръягды скончался в 2001 году, похоронен в Аллее Почетного захоронения в Баку.

## Награды
- орден Трудового Красного Знамени (09.06.1959)
- Заслуженный деятель искусств Азербайджанской ССР (1954)
- Народный художник Азербайджанской ССР (1960)

## Галерея

Работы Каръягды
Памятник Нариману Нариманову в Баку
Памятник Сабиру в Баку
Памятник Вагифу на фронтоне лоджии здания Музея азербайджанской литературы имени Низами Гянджеви